# Един, Александр Иосифович
Александр Иосифович Един (род. 17 мая 1960, село Топольница, Львовская область) — украинский бизнесмен и политик.
Член Партии регионов Украины с 2007 года. Являлся членом партии «Трудовая Украина», входил в её политисполком (1999—2000).

## Биография
Окончил романо-германский факультет Киевского государственного университета им. Т. Шевченко, где учился после окончания средней школы в 1977—1982 годах, переводчик-референт, преподаватель иностранных языков; Высшую банковскую школу Международного центра рыночных отношений и предпринимательства (1995), экономист, менеджер банковского дела.
В 1982—1983 годах на службе в рядах СА в ТуркВО.
В 1983—1985 годах переводчик в/ч 44708 в Мозамбике.
В 1986—1988 годах секретарь комитета комсомола, преподаватель иностранного языка ПТУ № 34, г. Киев.
В 1988—1991 годах инструктор, заведующий сектором Киевского горкома ЛКСМУ.
В 1991—1998 годах основатель и глава фирмы «Интер-контакт» (г. Киев), основной сферой деятельности которой являлись международные перевозки.
В 1998—2002 годах народный депутат Верховной Рады Украины 3-го созыва (по избирательному округу № 102 Кировоградской области). (Утверждают, что переехавший в Киев в связи с назначением в 2000 году Георгий Кирпа, ставший затем министром транспорта и связи Украины, именно у Едина жил первое время после переезда из Львова.)
В 2002—2006 годах народный депутат Верховной Рады Украины 4-го созыва (по избирательному округу № 103 Кировоградской области, выдвинутый блоком «За Єдину Україну!»).
В 2006—2007 годах народный депутат Верховной Рады Украины 5-го созыва (от Блока Юлии Тимошенко, № 68 в списке).
Народный Депутат Верховной Рады Украины 7-го созыва.
Никогда не был женат на дочери Леонида Железняка.
Женат 2й раз. Имеет четверо детей, один из которых приемный.
С 2007 года народный депутат Верховной Рады Украины 6-го созыва (от Партии регионов, № 120 в списке).
Кандидат экономических наук (2003), диссертация «Экономические и организационные основы транспортного обеспечения внешнеторговых связей Украины» (Институт проблем рынка и экономико-экологических исследований НАНУ, 2002).
Почетная грамота Главного военного советника в Республике Мозамбик (январь 1985), Орден «За заслуги» III ст. (февраль 1999), Почетная грамота КМ Украины (март 2002), орден Данилы Галицкого (июнь 2010).
С оценкой состояния в 71,3 млн долларов занял 99-е место в топ-200 самых богатых людей Украины 2010 года по версии «Фокус.ua».
Женат на дочери Леонида Железняка, занимавшего пост заместителя министра транспорта.